# Pfarrhaus (Bad Wörishofen)

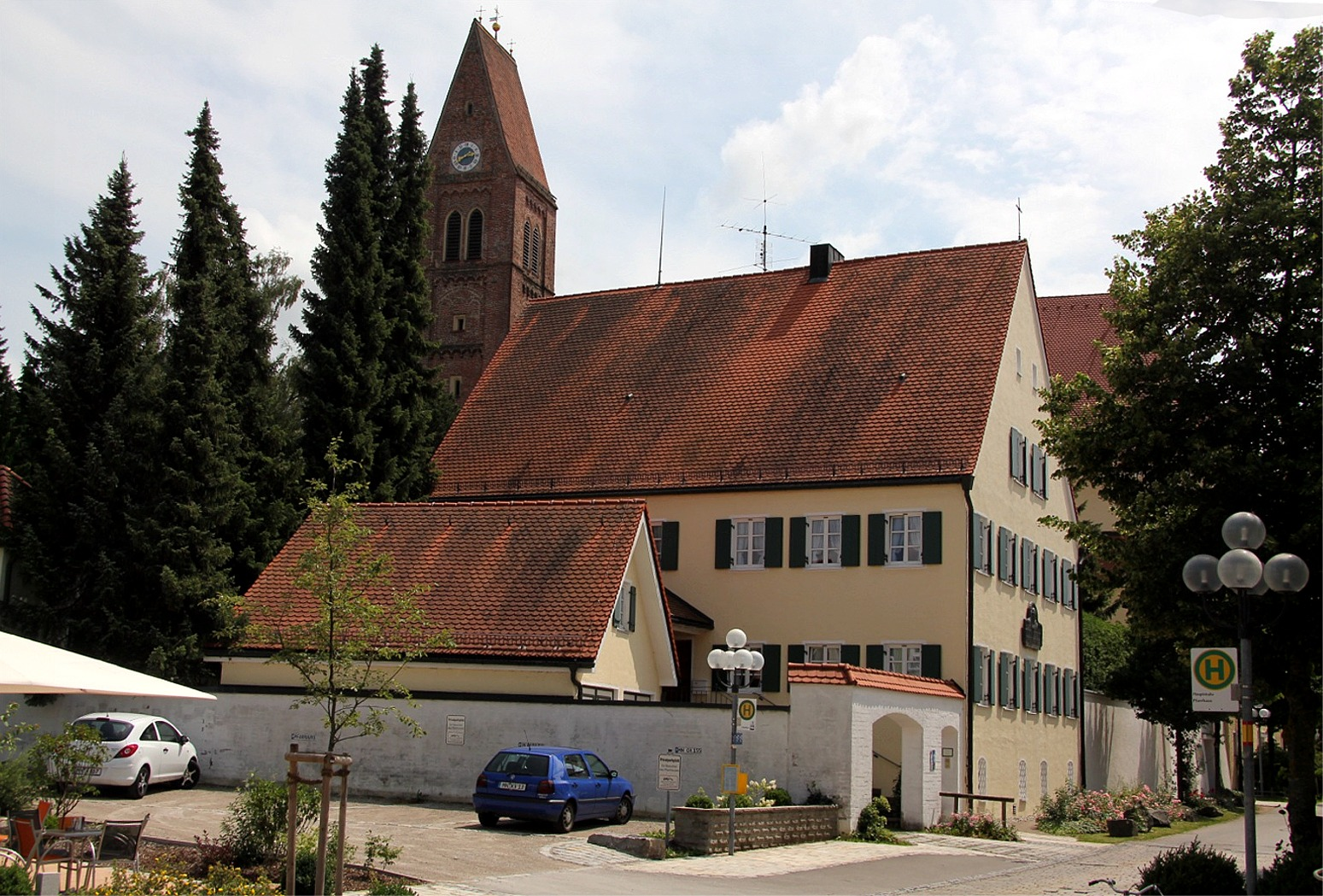
Pfarrhaus in Bad Wörishofen

Das Pfarrhaus in der Stadt Bad Wörishofen im Landkreis Unterallgäu (Bayern) ist denkmalgeschützt. Das Pfarrhaus ist im Jahr 1587 abgebrannt und war 1770 erneut baufällig. Aus diesem Grund erfolgte der Neubau im späten 18. Jahrhundert, jedenfalls nach 1774. Eine Renovierung fand in den Jahren 1966/67 statt.

## Baubeschreibung
Der Neubau im späten 18. Jahrhundert wurde nach Kostenschätzungen des Maurermeisters Johann Georg Ege und des Zimmermeisters Johann Hörmann, beide aus Türkheim, ausgeführt. Das Gebäude befindet sich unmittelbar nördlich der Pfarrkirche St. Justina. Die westliche Giebelseite des zweigeschossigen Satteldachbaus besteht aus fünf Fensterachsen. Zum Ausgleich dessen, dass die Straße auf dieser Seite niedriger ist, verläuft unter der Fensterreihe ein Sockelgeschoss mit kleinen Stichbogenfenstern. Eine Gedenktafel aus Kupfer ist auf der Westseite zwischen den beiden Geschossen angebracht. Sie enthält ein Porträtmedaillon von Sebastian Kneipp und die Inschrift 1881 1897 In diesem Hause lebte und wirkte Pfarrer Kneipp. Auf der rechten unteren Seite ist die Signatur X. ABT, MINDELHEIM zu sehen.

### Waschküche
Nördlich des Pfarrhauses befindet sich eine Waschküche, die von Sebastian Kneipp ab 1881 für seine Kaltwasseranwendungen genutzt wurde. Die Waschküche ist ein kleiner, zweigeschossiger Rechteckbau mit Walmdach. Im frühen 20. Jahrhundert wurde das Gebäude aufgestockt. Das Innere besteht aus einem quadratischen und gewölbten Raum mit zwei Stichkappen.